# 外里海州
外裡海州（Закаспийская область）是俄羅斯帝國在中亞設立的一個州，1854年設立。先隸屬於高加索總督區，1899年轉為突厥斯坦總督區管轄。其範圍為今日哈薩克斯坦西南部和土庫曼斯坦。面積571,000平方公里（即501,696平方俄里），1897年人口382,487人。首府阿什哈巴德，下分为五縣。